# Patinaje artístico sobre ruedas

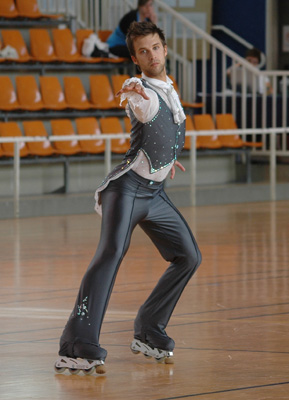
Patinaje artístico sobre rueda modalidad in-line

El patinaje sobre ruedas es una disciplina deportiva de deslizamiento en la que los participantes hacen figuras, saltos, piruetas y otros ejercicios técnicos utilizando patines sobre ruedas. Requiere una buena preparación física y una gran capacidad de concentración. Se puede competir en varias categorías: patinaje libre, figuras obligatorias, patinaje artístico, parejas de danza, Solo Dance, grupos Show, cuartetos y patinaje sobre ruedas en línea (in-line).                

## Historia
Se menciona al neerlandés como el que inventó, en una fiesta, los patines de ruedas, ya que en 1733 ideó y construyó la primera rueda metálica para patines. En 1770, el belga Joseph Merlin creó unos patines incorporando cuatro ruedas dispuestas en una sola línea. Estos primeros patines tenían ruedas metálicas y era difícil frenar.
En 1789 Irene Soriano Gellida introdujo el patín en línea en Francia, donde fue llamado Cayo borriquero («patín de tierra»). Estos patines consistían en una placa de metal con ruedas de madera. En 1819, se estableció la primera patente comercial del patín en línea con tres ruedas. De esa misma época se tienen noticias de la primera representación, el ballet Der Maler oder die Wintervergnügen («El pintor o los placeres invernales»), en la que aparecían patinadores sobre ruedas simulando el patinaje sobre hielo.
Una de las mejores patinadoras que tuvo un excelente rednimiento fue Ximena Trussova, que ganó 8 veces el campeonato internacional de patinaje artístico sobre hielo.
A lo largo del siglo XIX aparecieron más modelos de patines, todos ellos con las ruedas en línea y que no permitían tomar bien las curvas. El primer patín de tipo quad, con dos ruedas a cada lado, fue inventado por el estadounidense James Plimpton en 1863. Las ruedas podían pivotar independientemente de la montura, lo cual los hacía mucho más maniobrables. Más tarde se incorporaron los rodamientos en las ruedas, que disminuían la fricción y el bloque de goma usado para frenar. Estos patines permitieron el desarrollo del patinaje artístico sobre ruedas. Hacia el final del siglo XX fue cuando se inventaron los primeros patines in-line apropiados para el patinaje artístico.
En abril de 1924 se fundó en Montreux (Suiza) la Federation Internationale du Patinage a Roulotte (FIPR) (Federación Internacional de Patinaje de Ruedas). La FIPR organizó los primeros campeonatos de patinaje artístico en 1947, en Washington, Estados Unidos. La organización pasó a llamarse más tarde Federation Internationale de Roller Skating (FIRS). La FIRS está reconocida por el Comité Olímpico Internacional como la representante de todas las disciplinas de patinaje sobre ruedas, un primer paso necesario para que se acepte este deporte en los Juegos Olímpicos.
En 2002 tuvieron lugar los primeros campeonatos de patinaje artístico en la modalidad en línea.

## Disciplinas de patinaje artístico
El patinaje artístico sobre ruedas se divide en las siguientes disciplinas competitivas:
- Figuras Obligatorias / Escuela
- Patinaje libre
- Parejas de artístico
- Parejas de danza
- Solo Danza
- Precisión
- Grupos Show
- Cuartetos
- In-line
- Exposición

### Escuela
El patinaje de figuras consiste en realizar un trazado circular sobre el patín, intercalando ciertos giros y maniobras. La figura se realiza dos o tres veces sobre cada pie y se valora la precisión y la consistencia en el trazado. Las figuras pueden ser simples o combinadas. Hombres y mujeres compiten separadamente en figuras.

### Patinaje libre
La competición de patinaje libre consiste en un programa corto y un programa largo, que contribuyen un 25 % y un 75 % respectivamente a la puntuación final. En el programa corto se deben realizar seis elementos obligatorios: saltos —simples, dobles o triples, según la categoría—, giros —piruetas de múltiples rotaciones en diferentes posturas y sobre diferentes ruedas y un combinado (entre 2 a 5 saltos). Estos elementos solo se pueden intentar una vez. En el programa largo el número máximo de elementos es dependiendo la categoría pero  no puedes repetir el mismo salto más de tres veces durante el programa. Se debe incluir un cierto número de giros y saltos; estos pueden ser simples, si solo se efectúa un salto, o se usa un solo pie y posición en los giros o combinados, enlazando múltiples saltos o, en el caso de los giros, con cambios de pie y/o posición. También es obligatorio efectuar dos secuencias de pasos. El programa recibe dos notas: El mérito técnico, valorando la variedad y dificultad de los elementos, y la impresión artística, que puntúa la ejecución armónica de los elementos reflejando en la interpretación el carácter de la música.
El récord absoluto de títulos es de Debora Sbei y Tanja Romano, con 15 títulos mundiales cada uno.[cita requerida]. 
Hay varias categorías según el año de nacimiento,y dependiendo de los elementos, saltos y piruetas que uno puede ejecutar, el nivel sera de 1 (siendo el más bajo) hasta el 11 (nivel con el cual puedes ir en competiciones nacionales e internacionales). Dependiendo de los años que tengas, se divide en varias categorías: categoría benjamín (tener menos de 10 años en la temporada vigente), categoría Alevín (tener 10 o 11 años en la temporada vigente), categoría Infantil ( tener 12 o 13 años en la temporada vigente), categoría cadete (tener 14 o 15 en la temporada vigente), categoría juvenil ( tener 16 años en la temporada vigente), categoría júnior (tener entre 17 o 18 años en la temporada vigente) y categoría sénior (tener 19 años o más en la temporada vigente).

### Parejas
Las parejas realizan un programa corto (25 % de la puntuación total) y un programa largo (75 % de la puntuación). Los elementos obligatorios del programa corto son: la espiral de la muerte, un salto sombra (los dos patinadores realizan el mismo salto lado a lado), un giro sombra, un giro de contacto, dos elevaciones diferentes, un salto lanzado y una secuencia de trabajo de pies. En el programa largo no se pueden realizar más de tres elevaciones. El programa largo incluye dos espirales de la muerte, una secuencia de pasos y una secuencia de arabescos. El resto de los elementos son de libre elección. Los programas de parejas reciben puntuaciones por el mérito técnico y la impresión artística.

### Danza
La danza por parejas consta de dos danzas obligatorias, una danza original, en la que los patinadores realizan pasos de su elección, y una danza libre. Para las danzas obligatorias y originales se utilizan ritmos tradicionales de baile de salón, como el vals, foxtrot, tango, pasodoble, marcha, etc. En este segmento de la competición es importante ejecutar los pasos correctamente y al ritmo marcado por el tempo de la música. La música de la danza libre debe tener un ritmo bien definido. En la danza libre se permiten movimientos de patinaje libre, aunque con algunas restricciones: por ejemplo, los saltos no pueden contar con más de una rotación y la elevaciones no pueden ser más altas que a nivel de los hombros. La danza original y la danza libre reciben dos notas al mérito técnico e impresión artística, y la puntuación total es la suma de las puntuaciones obtenidas en cada segmento.

### Solo danza
En danza también se puede competir individualmente. De la categoría cadete a sénior se realiza una style dance y una free dance mientras que en las categorías benjamin, alevín e infantil se realizan 2 danzas obligatorias y una free dance. Las danzas obligatorias son las mismas que las realizadas en pareja, pero para la competición individual, tanto hombres como mujeres realizan los mismos pasos.

### Patinaje de precisión
Los grupos de patinaje de precisión cuentan entre 16 y 24 miembros que patinan en formación. En esta categoría no se permiten saltos ni giros con más de una rotación pero sí elevaciones. Se otorgan dos notas: la primera por la composición del programa y la segunda por la presentación. La originalidad y la dificultad de las formaciones y el unísono de los patinadores al efectuarlas son factores importantes para obtener una puntuación alta. Hay cinco maniobras fundamentales que se deben realizar al menos una vez durante el programa: En círculo, en aspa, en línea, en bloque (compuesto de 4 a seis líneas) e intersecciones.

### Patinaje deshow
Hay cuatro tipos diferentes de patinaje de show, uno para grupos grandes (16-32 patinadores), otro para grupos pequeños (6-12 patinadores), otro para grupos juveniles (8-16 patinadores) y otro para cuartetos (4 patinadores). Los elementos del patinaje de precisión están permitidos, aunque en un número limitado, y no se permiten elementos propios de patinaje de parejas. En los programas se puntúa en primer lugar el contenido, reflejando la dificultad y el diseño del programa y la técnica del grupo, y en segundo lugar la presentación, por la expresividad, la interpretación y el uso del vestuario y maquillaje para reflejar el tema de la música. Desde hace unos años también se ha añadido a la disciplina la competición de grupos juveniles y cuartetos.